# 烏普薩拉大主教
烏普薩拉大主教（瑞典語：Ärkebiskopar i Uppsala），亦稱作瑞典大主教（瑞典語：Ärkebiskopar i Sverige），是基督教瑞典信義會的主教長，自1164年以來迄今擁有完整的歷史性使徒統緒，轄地為烏普薩拉教區。該會原本是羅馬公教會，從1530年代起成為信義會。長久以來，烏普薩拉大主教一直對瑞典的信仰與政治方面具有重要的影響力，對外代表瑞典教會，與坎特伯雷大主教的情況相似。現今的烏普薩拉大主教是第70任的安特耶·雅克伦。亦为瑞典第一位女性大主教。

## 歷史概要

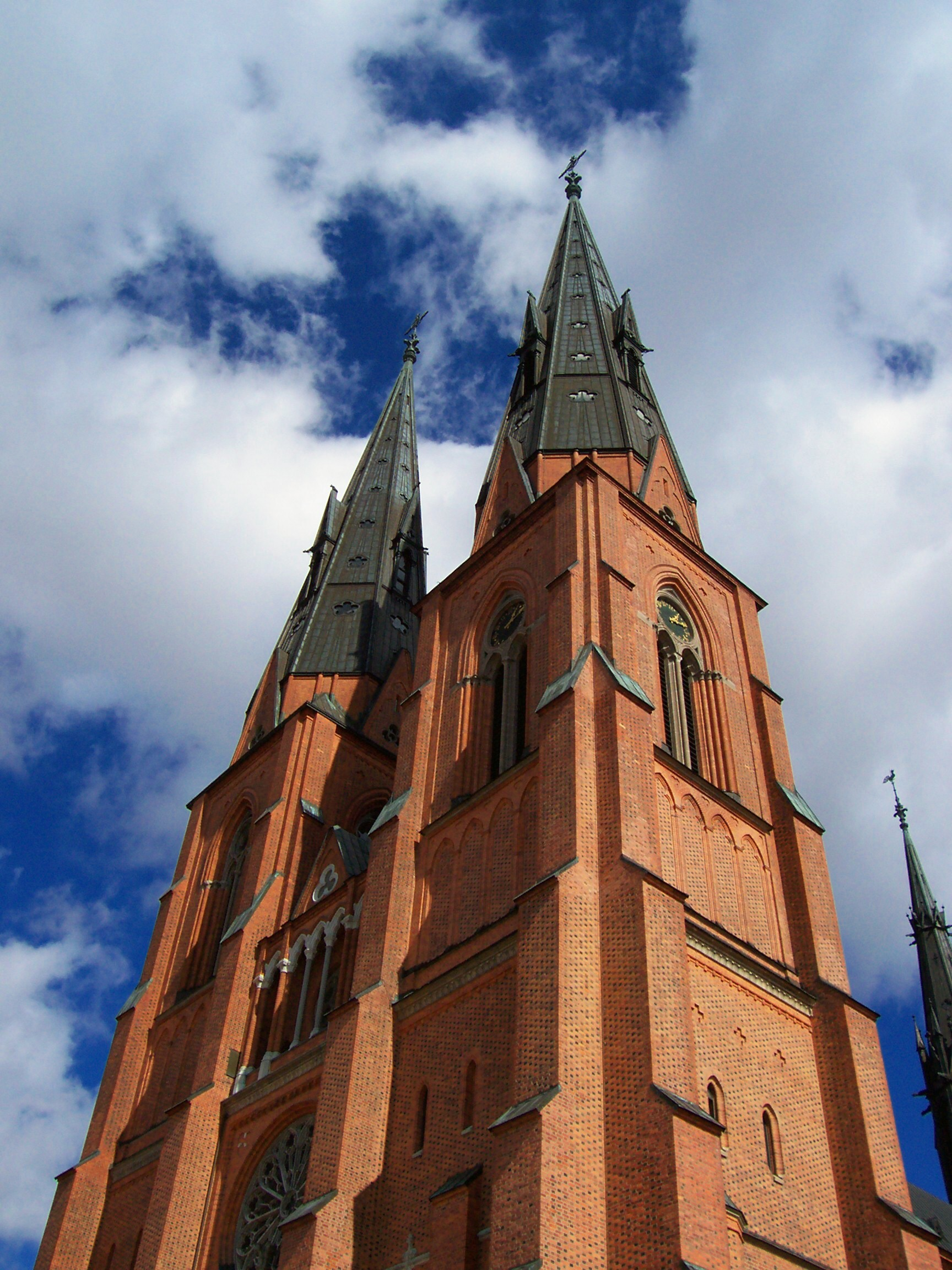
烏普薩拉主教座堂，斯堪的納維亞最大的教堂。

烏普薩拉設有主教一職是從11世紀瑞典國王英格一世時代開始的。該地原先是由不萊梅總主教管轄，直到烏普薩拉於1164年產生第一位主教為止。那時屬於丹麥的隆德大主教是受認可的瑞典主教長，這代表著透過禮披按手，主教長有權利揀選並且授予烏普薩拉大主教聖職。為了增加其自主性，福克·約翰森·安傑爾於1274年前往羅馬並由羅馬教宗為他行按手禮。此一作法晉昇了其位，所以在1318年的奧洛夫·布揚森之後，隆德便不再有烏普薩拉大主教。1457年，教宗任命揚·本特森成為瑞典主教長。
起初烏普薩拉是坐落在現今城市北方數哩的村莊，位於今日所稱的老烏普薩拉。1273年，大主教的座堂連同國王埃里克九世的聖骨一起遷移至東阿羅斯的市鎮，自此該地被稱為「烏普薩拉」。
1531年，國王古斯塔夫一世指派遵循路德訓誨的牧師擔任大主教，取得教宗的權柄並實際上形成了瑞典新教。大主教接著被宣布為同儕中的首席，即是「首席主教」。大主教同時兼任烏普薩拉教區的主教與瑞典主教長；不過他並不具有比其他主教更高的權威，儘管事實上他的聲明比起其他人擁有更廣泛的影響。1990年開始，烏普薩拉教區加設一位烏普薩拉主教來擔任助理主教，而該輔助職分目前是由拉格納·波森紐斯擔任。

### 早期

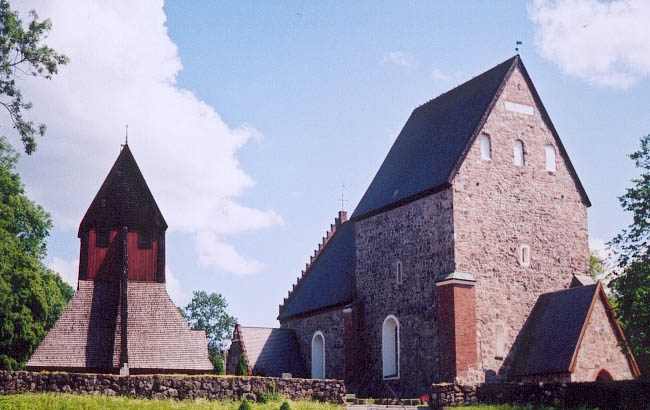
老烏普薩拉教堂，1273年之前為烏普薩拉大主教的座堂。

首次有書面提及主教於烏普薩拉駐節一事是不來梅的亞當之《漢堡教會史》，該書記載著1060年代小阿達爾華受任命為「錫格蒂納與烏普薩拉」（"Sictunam et Ubsalam"）的主教。瑞典的資料來源不曾提過他在錫格蒂納或是烏普薩拉。
中世紀時期的《中世紀瑞典編年史》（Annales Suecici Medii Aevi）與13世紀聖包特維德的傳說提到一些聖亨利於1129年擔任烏普薩拉主教（"Henricus scilicet Upsalensis"）的事情，參與新近完工並獻給殉道者聖勞倫斯的老烏普薩拉教堂。他似乎與死於1134年福特維克戰役的亨利主教是同一個人，自從被瑞典流放之後便與好戰的丹麥人在一起。已知《羅斯基勒編年史》有寫到他死後不久，而13世紀早期薩克索·格拉瑪提庫斯的《丹麥人的事蹟》寫說他從錫格蒂納逃到丹麥，這份文獻同樣也多有疏漏，或者至少內容曾被重新刪減過。15世紀時產生首份主教的列表，
在這份列表中，烏普薩拉的首位主教為「西弗利紐斯」（"Sverinius"，可能是西華杜斯），由尼古拉、史凡諾、亨利庫斯（"Henricus "，拉丁化的「亨利」拼寫）、以及卡普曼努斯依序繼任。除了亨利庫斯以外，該份列表只有提到他們的名字。1164年，教宗歷山三世按立熙篤會歐瓦斯垂隱修院的修士斯特凡擔任首位烏普薩拉大主教。

### 宗教改革期前

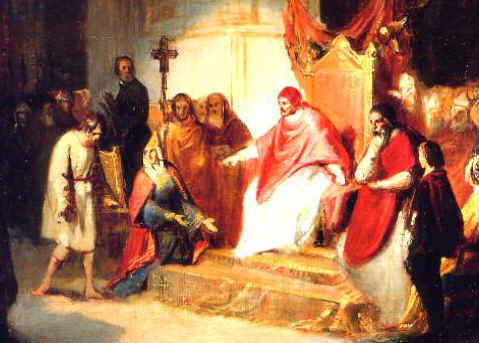
1077年，國王亨利四世乞求教宗國瑞七世的赦免，史稱卡諾莎悔罪事件。然而亨利四世卻於1084年進攻羅馬，教宗遂倉促逃亡。

中世紀時，國王與教宗的敘任權鬥爭反覆出現，英格蘭與法蘭西的國王們曾多次拒斥教宗提名的神職候選人。而德意志國王亨利四世甚至為了爭奪教會控制權而任命對立教宗克勉三世。1122年，隨著教宗嘉禮二世與神聖羅馬帝國皇帝亨利五世簽署《沃爾姆斯宗教協定》後，教宗的權勢躍升，經常介入教會內外的諸多事務，並試圖與各國政權抗衡。
類似的情形也發生於瑞典。1432年，奧洛夫·拉森當選烏普薩拉大主教後，卻因主教團未事先向瑞典國王埃里克七世商議人選而不被國王承認，因此1433年時，國王埃里克七世指派卑爾根的阿諾擔任烏普薩拉大主教，與教宗恩仁四世發生衝突，形成對立的大主教。同年，拉森前往羅馬接受教宗的按立。阿諾於翌年逝世，國王才願意接受拉森。而在1468年，托德·彼得森在國王卡爾八世的推薦下當選大主教，然而教宗保祿二世並不同意，並要求以雅各·烏福森來取代，彼得森遂於翌年12月18日被迫辭職，不久便於1470年5月逝世。

### 宗教改革期間

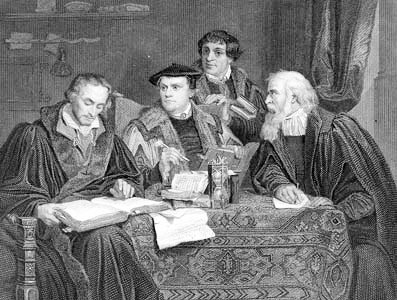
路德（左二）與梅蘭希通（左一）等友人譯出《聖經》的德語譯本。瑞典教會亦追隨路德的神學訓誨，成為抗議宗之一。

1515年，教宗克勉七世按立古斯塔夫·特羅雷為烏普薩拉大主教，當時的瑞典是由攝政小斯騰·斯圖爾治理，然而特羅雷大主教卻大力支持由丹麥兼挪威國王克里斯蒂安二世來對瑞典進行統治。1517年，特羅雷因為與丹麥通敵而被斯圖爾圍困在大主教府，並於翌年被監禁，也因此特羅雷無法履行聖職長達三年之久。同年10月31日，奧斯定會副總會長暨維滕貝格大學聖經學教授馬丁·路德將《九十五條論綱》張貼於維滕貝格城堡教堂的大門上，歐洲宗教改革開始。此時有位瑞典牧師奧勞斯·彼得里遠赴德意志就讀，求學期間認識了路德與希臘語教授菲利普·梅蘭希通，深受路德的神學訓誨所吸引。1520年，斯圖爾在抵抗克里斯蒂安二世的入侵中戰死，克里斯蒂安二世順利取得瑞典王位，特羅雷在克里斯蒂安二世的授意下復職，並為國王舉行傅油禮，三天後卻發生由特羅雷協助國王策劃與執行的斯德哥爾摩慘案，以異端罪判處82人死刑，受害者包括斯卡拉主教文森斯·韓寧森、斯特蘭奈斯主教馬提亞·葛瑞格森等多位主張抵制丹麥控制瑞典的人士。

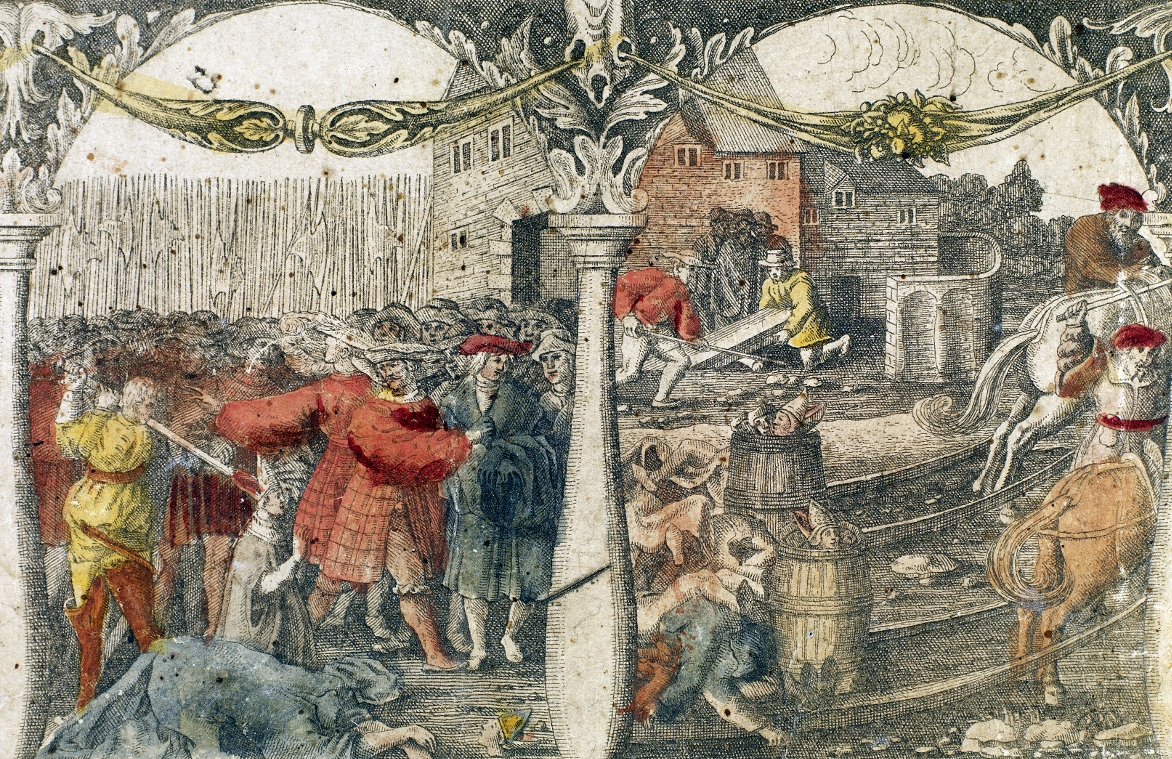
斯德哥爾摩慘案，信奉羅馬公教的國王與總主教大肆伐害異己，種下了瑞典教會脫離羅馬教廷的後果。

1523年，攝政古斯塔夫·埃里克松於瑞典解放戰爭中成功佔領斯德哥爾摩，成為瑞典國王古斯塔夫一世（瓦薩），國王克里斯蒂安二世被俘，國王瓦薩下令將特羅雷放逐。約翰內斯·馬格努斯當選烏普薩拉大主教後，國王寫信向教宗克勉七世請求按立馬格努斯，然而教宗認為瑞典對古斯塔夫·特羅雷的處置不符合羅馬公宗的《教會法》，命令將特羅雷予以復職。因此國王便與羅馬教廷決裂，自行指派馬格努斯擔任。但不久後，國王希望瑞典教會能更加自主以便擺脫羅馬教廷，然而馬格努斯明確表示不贊同路德的訓誨，因此國王於1526年8月命令他遠赴俄羅斯出任外交官。爾後於1531年，國王指派接受路德訓誨的奧勞斯·彼得里之兄長，勞倫丘斯·彼得里（內瑞修斯），擔任烏普薩拉大主教。約翰內斯明白自己的聖職已經到期了，隨後他便長途跋涉到羅馬，在該處勉強接受剩餘的人生。1544年，約翰內斯逝世後，隨其一同流亡至羅馬的弟弟奧勞斯·馬格努斯被教宗保祿三世按立為烏普薩拉大主教，他是最後一位獲得教宗承認的烏普薩拉大主教，然而卻因無法返回瑞典而始終無法履行聖職。待在羅馬期間，奧勞斯撰寫數篇高度關注斯堪的納維亞的有關著作，迄今仍有對此感興趣的讀者。他亦允許其兄約翰內斯的著作出版。
彼得里兄弟皆為瑞典新教的主要改革者，內瑞修斯為首位遵奉路德訓誨的烏普薩拉大主教。兄弟倆險些於1540年代一同被國王處死。1541年時兄弟倆與勞倫提斯·安德烈共同完成瑞典語的《瓦薩聖經》。內瑞修斯也為1571年瑞典教會條例提供了理論基礎。

## 事工

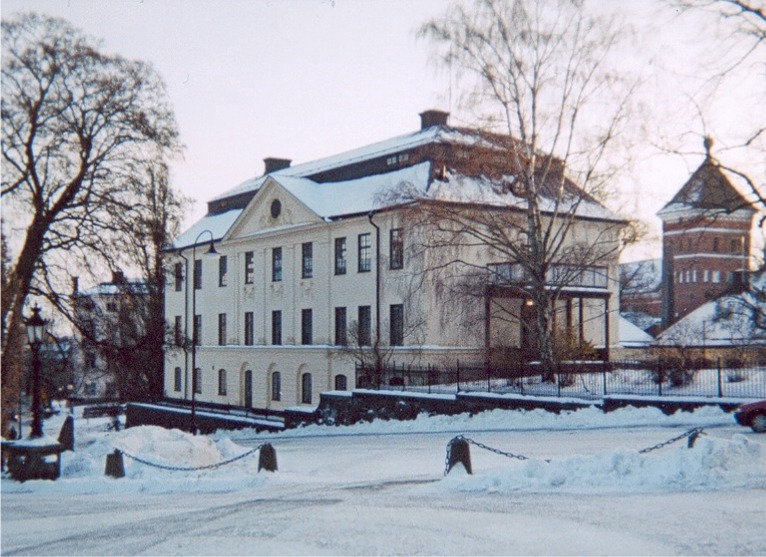
烏普薩拉的大主教府，於18世紀時由建築師卡爾·哈勒曼設計，在舊基上建造。

大主教的事工遍及全方面。有些是會眾的熱心牧師，如同加勒等人；有的則是卓越的聖典學者，諸如比爾格·葛瑞格森與奧洛夫·拉森；也有人是政治家，像是揚·本特森，或是能幹的行政主管，比方像雅各·烏福森一樣，是著名的教會貴族、王室顧問、藝術與學問的贊助者、烏普薩拉大學的創辦人以及將印刷術引介至瑞典的有力推手。也有些大主教是學者，好比說約翰內斯·馬格努斯，著有《關於所有哥德與瑞典國王史》（Historia de omnibus Gothorum sueonumque regibus）與《烏普薩拉總教區教會史》（Historia metropolitanæ ecclesiæ Upsaliensis），而其弟奧勞斯·馬格努斯著有《北方民族史》（Historia de gentibus septentrionalibus）。近來較著名的有納坦·瑟德布盧姆，於1930年榮獲諾貝爾和平獎。

大主教與入世教士們（教會行政的牧師）在戒律教士（隱修會的修士）之中找尋活躍的同工。瑞典具有代表性的修會中有本篤會、熙篤會、道明會、方濟會、布里吉達會（與維丹納的母院一起）以及嘉都西會。新教研究者卡爾· 西弗沃史托佩寫到：
「修士幾乎是中世紀結合歐洲北方與南方之間文明的唯一聯繫，並可以斷言它在我們的修會與那些南方大陸之間的活躍關係，是穿越要道抵達我們國家的高度文明。」

## 烏普薩拉大主教列表
本列表顯示自1164年迄今的歷任烏普薩拉大主教，編號次序是以瑞典信義會承認的為主，並標示出同時期的對立大主教：

| 次序                             | 任期          | 肖像 | 名稱               | 生卒                 | 備註                                                                        |
| 改革前的羅馬公教會烏普薩拉大主教 |               |      |                    |                      |                                                                             |
| 1                                | 1164年—1185年 |      | 斯特凡             | 生年不詳；卒於1185年 | 瑞典的第一位大主教。                                                        |
| 2                                | 1185年—1187年 |      | 約翰內斯           | 生年不詳；卒於1187年 | 於錫格蒂納遭到愛沙尼亞海盜殺害。                                            |
| 3                                | 1187年—1197年 |      | 彼得鲁斯           | 生年不詳；卒於1197年 |                                                                             |
| 4                                | 1198年—1206年 |      | 奧洛夫·蘭貝頓卡    | 生年不詳；卒於1206年 |                                                                             |
| 5                                | 1207年—1219年 |      | 瓦勒留斯           | 生年不詳；卒於1219年 |                                                                             |
|                                  | 1219年—1224年 |      | 出缺               |                      |                                                                             |
| 6                                | 1224年—1234年 |      | 奧洛夫·貝瑟托門    | 生年不詳；卒於1234年 |                                                                             |
|                                  | 1234年—1236年 |      | 出缺               |                      |                                                                             |
| 7                                | 1236年—1255年 |      | 加勒               | 生年不詳；卒於1255年 |                                                                             |
| 8                                | 1255年—1267年 |      | 拉斯               | 生年不詳；卒於1267年 |                                                                             |
|                                  | 1267年—1274年 |      | 出缺               |                      |                                                                             |
| 9                                | 1274年—1277年 |      | 福克·約翰森·安傑爾 | 生年不詳；卒於1277年 |                                                                             |
| 10                               | 1278年—1281年 |      | 雅各·以沙列臣      | 生年不詳；卒於1281年 |                                                                             |
|                                  | 1281年—1284年 |      | 約翰·阿道夫森      | 生年不詳；卒於1284年 | 未按立。                                                                    |
| 11                               | 1285年—1289年 |      | 馬格努斯·柏森      | 生年不詳；卒於1289年 |                                                                             |
| 12                               | 1289年—1291年 |      | 約翰               | 生年不詳；卒於1291年 |                                                                             |
| 13                               | 1292年—1305年 |      | 尼爾斯·歐勒森      | 生年不詳；卒於1305年 |                                                                             |
| 14                               | 1308年—1314年 |      | 尼爾斯·凱特爾森    | 生年不詳；卒於1314年 |                                                                             |
| 15                               | 1315年—1332年 |      | 奧洛夫·布揚森      | 生年不詳；卒於1332年 |                                                                             |
| 16                               | 1332年—1341年 |      | 彼得鲁斯·菲力普森  | 生年不詳；卒於1341年 |                                                                             |
| 17                               | 1341年—1351年 |      | 賀明·尼爾森        | 生年不詳；卒於1351年 |                                                                             |
| 18                               | 1351年—1366年 |      | 彼得鲁斯·賽爾吉里  | 生年不詳；卒於1366年 |                                                                             |
| 19                               | 1366年—1383年 |      | 比爾格·葛瑞格森    | 1327年—1383年        |                                                                             |
| 20                               | 1383年—1408年 |      | 亨瑞克·卡爾森      | 生年不詳；卒於1408年 |                                                                             |
| 21                               | 1408年—1421年 |      | 揚·葛瑞克森        | 生年不詳；卒於1433年 | 拉丁名為約翰內斯·吉瑞奇尼。為人極具爭議，於1426年改任冰島主教，後遭人淹死。 |
| 22                               | 1421年—1432年 |      | 約翰·哈肯森        | 生年不詳；卒於1432年 |                                                                             |

| 次序 | 任期          | 肖像 | 名稱        | 生卒                 | 備註                                             |  | 次序 | 任期          | 肖像 | 名稱         | 生卒                 | 備註                           |
| 23   | 1432年—1438年 |      | 奧洛夫·拉森 | 生年不詳；卒於1438年 | 當選大主教後曾一度無法就任。由教宗恩仁四世按立。 |  |      | 1433年—1434年 |      | 卑爾根的阿諾 | 生年不詳；卒於1434年 | 未按立。由國王埃里克七世指派。 |

| 次序 | 任期          | 肖像 | 名稱            | 生卒                 | 備註                                                                          |
| 24   | 1438年—1448年 |      | 尼爾斯·瑞委德森 | 生年不詳；卒於1448年 | 拉丁名為尼古拉斯·瑞委狄。                                                     |
| 25   | 1448年—1467年 |      | 揚·本特森       | 1417年—1467年        | 1457年與艾瑞克·阿克塞爾森·托特同為卡爾馬聯合攝政；1465年—1466年再次成為攝政。 |

| 次序 | 任期          | 肖像 | 名稱        | 生卒                 | 備註                                                         |  | 次序 | 任期          | 肖像 | 名稱        | 生卒                 | 備註                           |
| 26   | 1469年—1515年 |      | 雅各·烏福森 | 生年不詳；卒於1521年 | 擔任大主教一職長達46年，為瑞典已知的最長紀錄。於1515年卸任。 |  |      | 1468年—1469年 |      | 托德·彼得森 | 生年不詳；卒於1470年 | 未按立，於1469年12月18日讓位。 |

| 次序 | 任期          | 肖像 | 名稱            | 生卒          | 備註                                                 |
| 27   | 1515年—1517年 |      | 古斯塔夫·特羅雷 | 1488年—1535年 | 1517年，因為通敵而被監禁。                           |
|      | 1517年—1520年 |      | 出缺            |               | 特羅雷於1520年復職。                                 |
|      | 1520年—1521年 |      | 古斯塔夫·特羅雷 | 1488年—1535年 | 協助策劃與主導斯德哥爾摩慘案，以異端罪判處82人死刑。 |
|      | 1521年—1523年 |      | 出缺            |               |                                                      |

| 次序                               | 任期          | 肖像 | 名稱                        | 生卒          | 備註                                                                                         |  | 次序 | 任期                            | 肖像 | 名稱              | 生卒          | 備註                                                                                            |
| 28                                 | 1523年—1531年 |      | 約翰內斯·馬格努斯           | 1488年—1544年 | 最後一位奉行羅馬公宗且有實權的烏普薩拉大主教，由國王古斯塔夫一世指派，教宗克勉七世拒絕承認。 |  |      | （流亡，名義上為1515年—1533年） |      | 古斯塔夫·特羅雷   | 1488年—1535年 | 被國王古斯塔夫一世下令放逐，教宗克勉七世要求將特羅雷復位，但被國王回絕。                        |
| 改革後的福音信義教會烏普薩拉大主教 |               |      |                             |               |                                                                                              |  |      |                                 |      |                   |               |                                                                                                 |
| 29                                 | 1531年—1573年 |      | 勞倫提斯·彼得里（內瑞修斯） | 1499年—1573年 | 英文名為拉斯·彼得森，首位福音信義教會瑞典大主教。「內瑞修斯」一名源自瑞典的行省內爾徹。      |  |      | （流亡，名義上為1533年—1544年） |      | 約翰內斯·馬格努斯 | 1488年—1544年 | 於1526年流亡，1533年接受教宗克勉七世的按立。                                                    |
|                                    |               |      |                             |               |                                                                                              |  |      | （流亡，名義上為1544年—1557年） |      | 奧勞斯·馬格努斯   | 1490年—1557年 | 約翰內斯·馬格努斯之弟，於羅馬遞補其兄的領銜，由教宗保祿三世按立。唯一不曾履行聖職的瑞典大主教。 |

| 次序 | 任期          | 肖像 | 名稱                          | 生卒                 | 備註                                                                                 |
| 30   | 1573年—1579年 |      | 勞倫提斯·彼得里·哥德          | 1529年/1530年—1579年 | 另有一個著名的英文名拉斯·彼得森，「哥德」一名源自瑞典行省東約特蘭。                  |
|      | 1579年—1583年 |      | 出缺                          |                      |                                                                                      |
| 31   | 1583年—1591年 |      | 安德烈斯·勞倫蒂·比約恩瑞      | 1520年—1591年        |                                                                                      |
|      | 1591年—1593年 |      | 出缺                          |                      |                                                                                      |
| 32   | 1593年—1599年 |      | 亞伯拉罕·翁厄曼努斯           | 1540年—1607年        |                                                                                      |
| 33   | 1599年—1600年 |      | 尼古拉斯·歐萊·伯斯寧西斯      | 1550年—1600年        | 未及接受按立便已去世。烏普薩拉大學神學教授。                                         |
| 34   | 1601年—1609年 |      | 奧勞斯·馬丁尼                 | 1557年—1609年        |                                                                                      |
| 35   | 1609年—1636年 |      | 彼得魯斯·肯尼庫斯             | 1555年—1636年        |                                                                                      |
| 36   | 1637年—1646年 |      | 勞倫提斯·保利努斯·哥德        | 1565年—1646年        | 十分博學，烏普薩拉大學的天文學暨邏輯學教授。                                         |
| 37   | 1647年—1669年 |      | 約翰內斯·卡努蒂·列奈烏斯      | 1573年—1669年        | 烏普薩拉大學的邏輯學暨希伯來語以及希臘語教授。                                       |
| 38   | 1670年—1676年 |      | 拉斯·史提茲留斯               | 1598年—1676年        | 烏普薩拉大學的邏輯學教授。                                                           |
| 39   | 1677年—1681年 |      | 小約翰·巴茲烏斯               | 1626年—1681年        |                                                                                      |
| 40   | 1681年—1700年 |      | 奧洛夫·史凡畢留斯             | 1624年—1700年        |                                                                                      |
| 41   | 1700年—1709年 |      | 老艾瑞克·本澤路斯             | 1632年—1709年        | 育有7子，其中3人也分別成為烏普薩拉大主教。                                           |
|      | 1709年—1711年 |      | 出缺                          |                      |                                                                                      |
| 42   | 1711年—1714年 |      | 哈奎因·史培葛                 | 1645年—1714年        | 詩人、多首聖詩的作者。                                                               |
| 43   | 1714年—1730年 |      | 馬提亞·史丟丘斯               | 1644年—1730年        |                                                                                      |
| 44   | 1730年—1742年 |      | 約翰內斯·史丟丘斯             | 1676年—1742年        | 馬提亞·史丟丘斯之子。                                                                |
| 45   | 1742年—1743年 |      | 小艾瑞克·本澤路斯             | 1675年—1743年        | 老艾瑞克·本澤路斯之子                                                                |
| 46   | 1744年—1747年 |      | 雅各·本澤路斯                 | 1683年—1747年        | 小艾瑞克·本澤路斯之弟                                                                |
| 47   | 1747年—1758年 |      | 亨利克·本澤路斯               | 1689年—1758年        | 雅各·本澤路斯之弟                                                                    |
| 48   | 1758年—1764年 |      | 撒母耳·特羅勒斯               | 1706年—1764年        |                                                                                      |
| 49   | 1764年—1775年 |      | 馬格努斯·巴羅紐斯             | 1692年—1775年        |                                                                                      |
| 50   | 1775年—1786年 |      | 卡爾·弗雷德里克·米南德        | 1712年—1786年        |                                                                                      |
| 51   | 1786年—1803年 |      | 烏諾·馮·特羅勒                | 1746年—1803年        |                                                                                      |
|      | 1803年—1805年 |      | 出缺                          |                      |                                                                                      |
| 52   | 1805年—1819年 |      | 雅各·阿克塞爾森·林布隆        | 1746年—1819年        |                                                                                      |
| 53   | 1819年—1836年 |      | 卡爾·馮·羅森斯坦              | 1766年—1836年        |                                                                                      |
| 54   | 1837年—1839年 |      | 約翰·奧洛夫·瓦林              | 1779年—1839年        |                                                                                      |
| 55   | 1839年—1851年 |      | 卡爾·弗雷德里克·亞夫·溫蓋爾德 | 1781年—1851年        |                                                                                      |
| 56   | 1852年—1855年 |      | 漢斯·奧洛夫·霍姆斯特姆        | 1784年—1855年        | 烏普薩拉大學的拉丁語副教授。                                                         |
| 57   | 1856年—1870年 |      | 亨利克·路透達爾               | 1795年—1870年        |                                                                                      |
| 58   | 1870年—1900年 |      | 安東·尼可拉斯·桑德堡          | 1818年—1900年        |                                                                                      |
| 59   | 1900年—1913年 |      | 約翰·奧古斯特·埃克曼          | 1845年—1913年        |                                                                                      |
| 60   | 1914年—1931年 |      | 納坦·瑟德布盧姆               | 1866年—1931年        | 榮獲1930年諾貝爾和平獎。                                                             |
| 61   | 1931年—1950年 |      | 厄林·艾登姆                   | 1880年—1972年        |                                                                                      |
| 62   | 1950年—1958年 |      | 揚維·畢里奧瑟                 | 1891年—1959年        | 隆德大學實踐神學教授。納坦·瑟德布盧姆的女婿。                                        |
| 63   | 1958年—1967年 |      | 貢納·霍葛倫                   | 1902年—1991年        |                                                                                      |
| 64   | 1967年—1972年 |      | 魯賓·約瑟夫森                 | 1907年—1972年        |                                                                                      |
| 65   | 1972年—1983年 |      | 奧洛夫·桑德比                 | 1917年—1996年        |                                                                                      |
| 66   | 1983年—1993年 |      | 貝蒂爾·沃克斯特姆             | 1928年—2010年        | 任命托德·哈林擔任烏普薩拉主教（任期為1990年—2000年）。                               |
| 67   | 1993年—1997年 |      | 貢納·魏曼                     | 生於1932年           | 簽署《鮑渥共融聲明》，與聖公會以及其他維持使徒統緒的信義會達成鮑渥共融。             |
| 68   | 1997年—2006年 |      | 卡爾·古斯塔夫·哈莫            | 生於1943年           | 榮獲2006年瑞典綠黨自由獎。任命拉格納·波森紐斯擔任烏普薩拉主教（現任，2001年—迄今）。 |
| 69   | 2006年—2014年 |      | 安德斯·維爾德                 | 生於1948年           | 於2006年宣佈允許同性伴侶結合，並可為其祝福，但不使用「婚姻」一詞。                   |
| 70   | 2014年—2022   |      | 安特耶·雅克伦                 | 生於1955年           | 瑞典第一位女性大主教。                                                               |
| 71   | 2022年—今     |      | 馬丁·莫德斯                   | 生於1955年           | 現任的烏普薩拉大主教。                                                               |

|}